# Instituto Mexicano de la Radio
 (octobre 2016).
Si vous disposez d'ouvrages ou d'articles de référence ou si vous connaissez des sites web de qualité traitant du thème abordé ici, merci de compléter l'article en donnant les références utiles à sa vérifiabilité et en les liant à la section « Notes et références ».

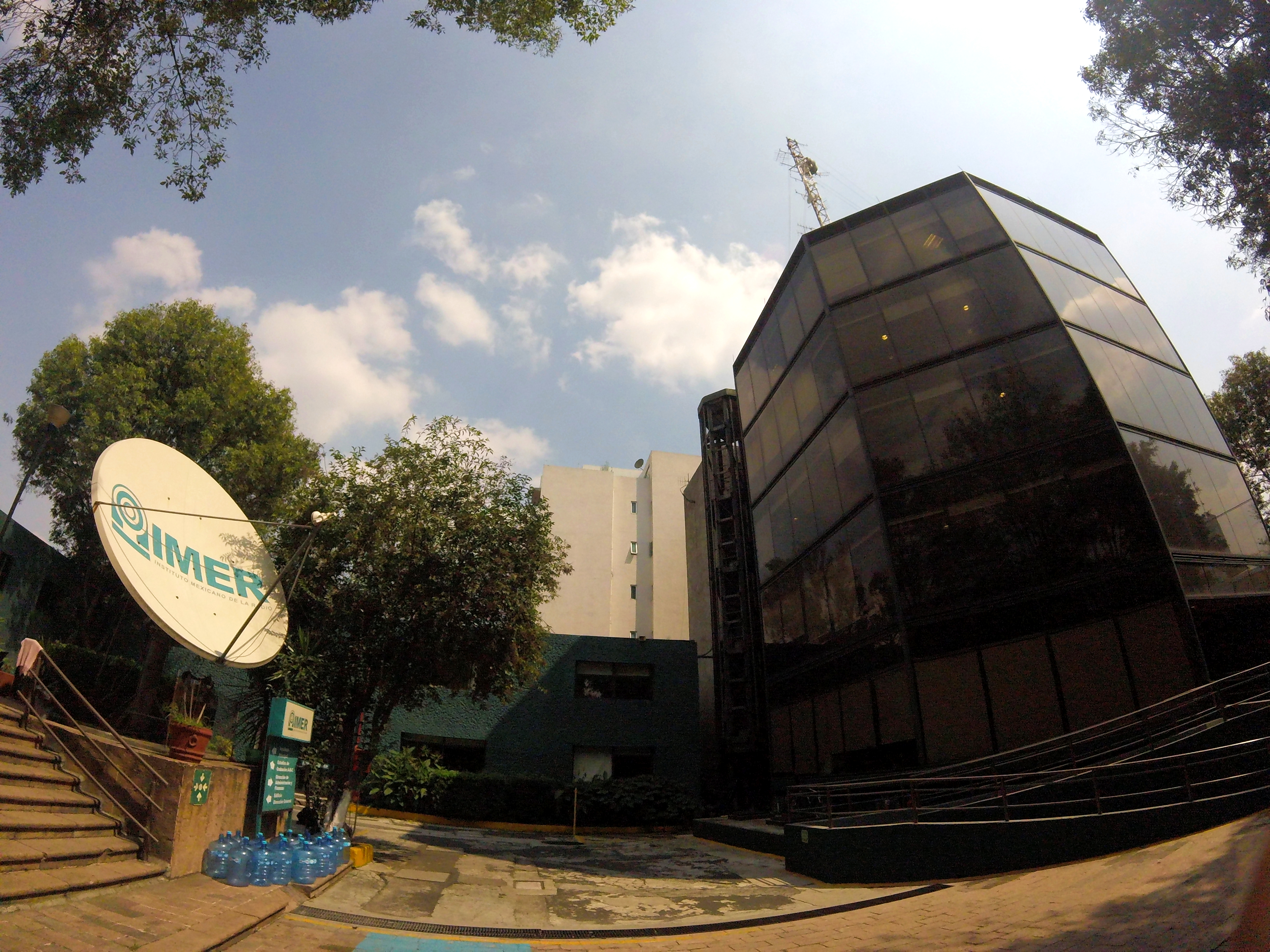

L’Instituto Mexicano de la Radio (IMER) est le service public de radiodiffusion mexicain. Fondé en 1983 et basé à Mexico, il dépend du Secrétariat de l'Éducation publique et diffuse de nombreuses chaînes de radio à vocation locale, nationale ou internationale.

## Stations de radio

### International
- Radio México Internacional

‘Radio Mexique International’ est une radio en ligne disponible en espagnol, français, anglais et langues indigènes. Elle a pour mission d’être “la voix du Mexique dans le monde”, et propose divers programmes alternant musique, feuilletons et documentaires.
Motto : Escuchas México ; México te escucha

### National
- Horizonte

‘Horizon’ diffuse du jazz et de la musique du monde.
Motto : Claridad informativa y todo el jazz
- Interferencia

‘Interférences’ diffuse principalement du rock mexicain de toutes les époques.
Motto : Donde vives el rock
- Opus

Station consacrée à la musique classique, avec un goût prononcé pour les œuvres des grands compositeurs romantiques.
Motto : Pasión por la música y el pensamiento
- Radio Ciudadana

Nommée précédemment La Radio de los Ciudadanos (La radio des citoyens), la ‘radio citoyenne’ promeut la culture démocratique du pays et l’engagement citoyen.
Motto : Todas las versiones
- Reactor

La programmation de ‘Réacteur’ inclut du rock en espagnol et en anglais, du reggae, du hip-hop et du heavy metal.
Motto : Todas las alternativas
- Tropicalísima

Émet de la musique latine des années 1970 à nos jours. Par le passé, ‘Tropicalisme’ fut sous le nom de "La hora exacta" (L’heure exacte) la station officielle de l’Observatoire astronomique de Mexico, donnant l’heure exacte chaque minute au milieu de publicités en tous genres.
Motto : El sonido de la calle

### Régional
- Basse-Californie : Fusión

Basée à Tijuana, sa programmation comprend de la musique du monde et d’autres genres tels le jazz et la bossa nova.
Motto : El horizonte musical de Tijuana
- Chiapas : La Popular

‘La Populaire’ est vouée à la musique du Chiapas.
Motto : La voz del Soconusco
- Chiapas : Radio IMER

Diffuse de la musique populaire mexicaine.
Motto : La voz de Balún Canán
- Chiapas : Radio Lagarto

Émet de la musique latine et ranchera.
Motto : Voz viva de Chiapas
- Chihuahua : Órbita 106.7

Une radio destinée aux jeunes de Juárez et El Paso. Elle diffuse tous les genres de rock, du rock classique au punk rock, et se veut un média accueillant, promouvant l’éducation et la culture.
Motto : Rock sin fronteras
- Coahuila : La Poderosa

‘La puissante’ consacre ses programmes à la santé, l’éducation et les droits de l’homme.
Motto : Más cerca que nunca
- District Fédéral : La B Grande de México

La plus ancienne station de la ville de Mexico est consacrée à la musique mexicaine des années 1940 à 1970.
Motto : El buen tono de la radio
- Michoacan : Radio Azul

Diffuse des programmes au sujet de la santé, la culture et la société.
Motto : La voz del balsas
- Oaxaca : Estéreo Istmo

Station de musique populaire en espagnol.
Motto : La voz del sur
- Sonora : La FQ

La FQ diffuse de la musique romantique.
Motto : La voz de la ciudad de Cobre
- Yucatan : Yucatán FM

Station basée à Mérida.
Motto : Viajera en el tiempo